# منشأة منصور
قرية منشاة منصور هي إحدى القرى التابعة لمركز أجا في محافظة الدقهلية في جمهورية مصر العربية. حسب إحصاءات سنة 2006، بلغ إجمالي السكان في منشاة منصور 2221 نسمة، منهم 1111 رجل و1110 امرأة.